# Lietuvos kino studija
Lietuvos kino studija est un studio de cinéma fondé en 1940 dans la capitale de la Lituanie, Vilnius.

## Historique
Lietuvos kino studija a été fondé sous le nom de « Kaunas Film Studio » en 1940 à Kaunas. En 1949, il fut transféré à Vilnius et devint connu sous le nom de « Studio de cinéma documentaire lituanien ».
Pendant la Seconde guerre mondiale, l'activité du studio s'arrête et ne reprendra qu'en 1944. De 1944 à 1954, il s'appelait « Studio lituanien de films documentaires de longs métrages et d'actualités ». 
En 1947-1956, il travaille avec d'autres studios de cinéma de l'URSS (à Moscou, Leningrad). En 1957, le réalisateur Vytautas Mikalauskas (lt) et le caméraman Algimantas Mockus (lt) créent le premier film indépendant Zydrasis horizontas (l'Horizon Bleu). En 1964, des pavillons d'ateliers sont construits dans la région d'Antakalnis. Jusqu'en 1989, le studio était la seule société de production cinématographique en Lituanie, ses activités financières et créatives dépendaient du Comité national de la cinématographie de Moscou.
Parmi les réalisateurs qui ont travaillé au Studio de cinéma lituanien, on peut citer des cinéastes tels que Vytautas Žalakevičius (1930-1996), Arūnas Žebriūnas (1930-2013), Raimondas Vabalas (1937-2001), Algirdas Araminas (1931-1999), Marijonas Giedrys (1933-2011), Almantas Grikevičius (1935-2011), Algimantas Puipa.
Après l'adhésion de la Lituanie à l'Union européenne, de nombreux studios de cinéma occidentaux ont commencé à tourner des films et des séries télévisées sur la base du Studio de cinéma lituanien. Il y avait 4 pavillons de tournage, le plus grand - 2470 m² de superficie et 15 m de haut avec isolation phonique, des sites de tournage en plein air. Depuis 1993 plus de 50 longs métrages et séries télévisées ont été créés avec des studios de cinéma étrangers.
Le studio a fait faillite en 2014.

## Directeurs
- Petras Kežinaitis
- 1946-1957 : Ignas Pikturna
- Julius Lozoraitis
- Vytautas Vilimas
- Juozas Koskus
- Robertas Urbonas
- 2004-2014 : Ramūnas Škikas